# Tamarix gallica
Espèce
Classification phylogénétique
Le Tamaris commun, Tamarix commun, Tamaris de France ou Tamarix de France (Tamarix gallica L.) est un arbuste ou arbrisseau bien adapté au climat méditerranéen, où il pousse spontanément. En conditions naturelles, cette espèce préfère les milieux plus ou moins humides ou sableux proches de la mer, dans les zones humides ou à proximité des cours d'eau.
Il est indigène en France méditerranéenne mais aussi largement naturalisé du fait de son utilisation horticole.

## Description
Il mesure de 1 à 8 m de haut.
D'aspect plumeux, son écorce est brune à pourpre foncé.
Les feuilles caduques sont squamiformes, pointues, se chevauchant étroitement de 1 à 3 mm, vertes ou gris vert (les plantes à feuillage gris vert étaient autrefois classées comme Tamarix anglica).

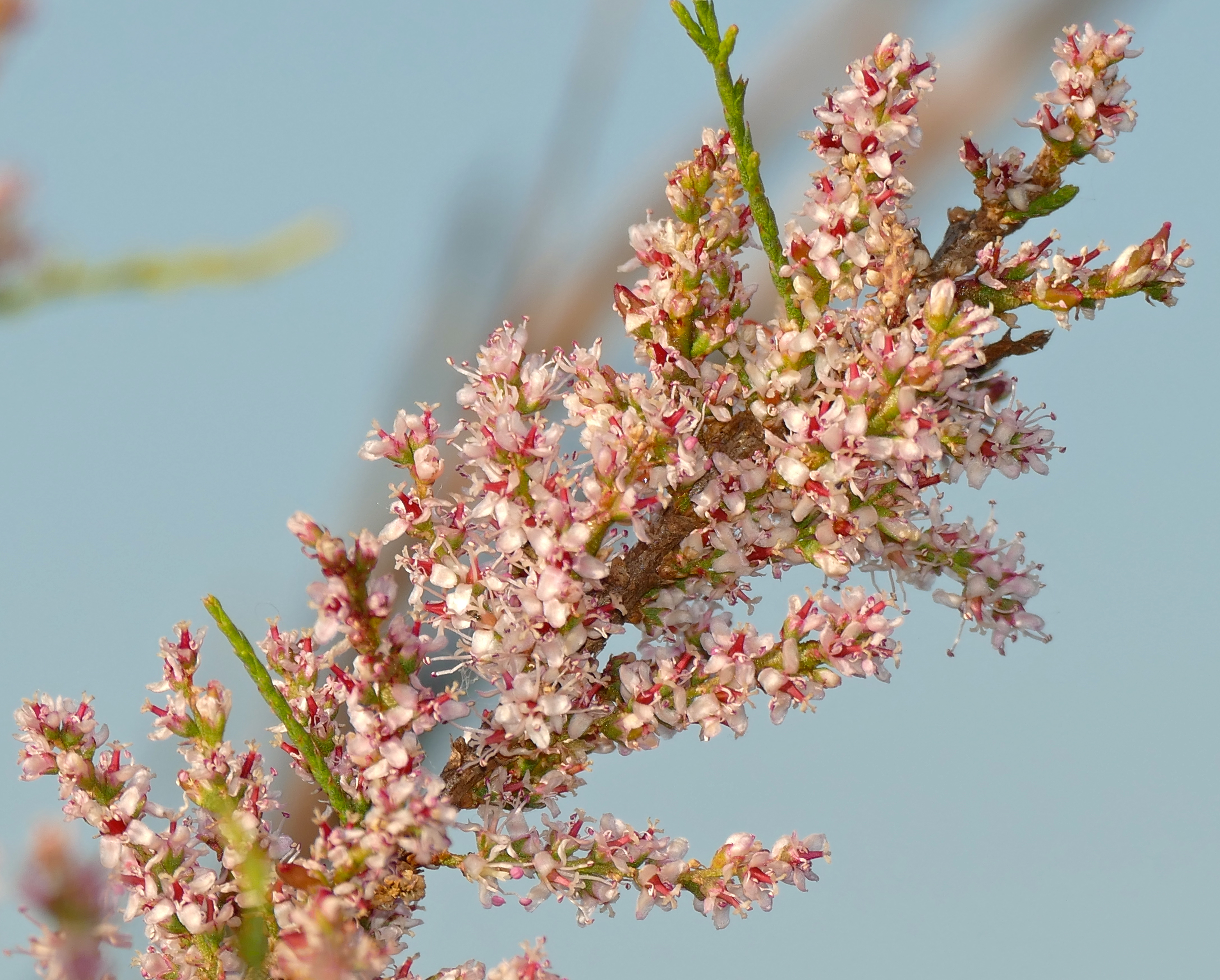
Fleurs

Les fleurs roses en grappes serrées formant des pannicules terminales apparaissent en été, de mars à juillet sur le littoral méditerranéen.